# Brooks, Minnesota
Brooks är en ort i Red Lake County i delstaten Minnesota, USA.